# Vizcondado de Maremne
El vizcondado de Maremne fue una jurisdicción feudal de Gascuña, en Francia, cuya capital fue Tosse.
Surgió por división del Ducado de Gascuña. A la muerte de Sancho IV, un supuesto hijo suyo, Esi, recibió territorios, que traspasó a su hijo Aner I. Este los repartió entre sus hijos Lope I (que en 1009 aparece como un vizconde de Marsán) y Sancho, que recibió Maremne y todavía estaba vivo en 1025.
El siguiente vizconde fue su hijo Rabí, que fue abad de La Reule, muerto hacia 1030 dejando la herencia a su hijo Sancho II, muerto pasado 1040, sucediéndole su hijo Bornem I. Este falleció hacia 1082 sin dejar descendencia, y la herencia correspondió a su tío Guillermo I, del cual no se conoce el año de su fallecimiento, aunque sí se conoce que no tuvo hijos, y que en 1090 ya era vizcondesa su hermana Ricsenda, casada con un señor de nombre Lope Fort, de quienes nació el sucesor Guillermo II, del cual tampoco se conoce la fecha de su muerte.
El hijo de Guillermo, Lope I, fue el siguiente vizconde, pero no dejó más que una hija y heredera, Comtessa, cuyo marido se desconoce. Tuvieron un hijo llamado Navar I, muerto pasado 1168, y que inició una nueva dinastía vizcondal, continuada con su hijo Roberto I, muerto pasado 1185. Esta dinastía se prolongó hasta 1263, cuando el vizcondado fue confiscado por rey y donado a Amanieu de Albret, quedando unido a esta casa.

## Lista de vizcondes
- Esi I (977-993)
- Aner I (c. 993-1009)
- Sancho I (primer vizconde de Maremne) (c. 1009-1030)
- Sancho II (c. 1030-1040)
- Bornem I (c. 1040-1082)
- Guillermo I (1082-¿?)
- Ricsenda (¿?-1090)
- Guillermo II (1090-¿?)
- Lope I (¿?-1122)
- Comtessa (1122-1167/1168)
- Navar I (n. 1167/1168)
- Roberto I (1168-1185)
- Otros vizcondes 1185-1263
- Confiscado por el rey 1263
- Amanieu I (VII de Albret) (1263-1270)[2]
- Bernardo Esi I (III de Albret) (1270-1281)
- Mata de Albret], vizcondesa (1281-1295)
- Isabel de Albret, vizcondesa (1295-1298)
- Amanieu II (VIII de Albret) (1298-1324)
- Bernardo Esi II (IV de Albret) (1324-1358)
- Arnaud Amanieu I (1358-1401)
- Carlos I de Albret (1401-1415)
- Carlos II de Albret (1415-1471)
- Juan I de Albret (antes de 1471) también conocido como Juan I vizconde de Tartas
- Alan I de Albret el grande (1471-1522)
- Juan II de Albret (1512)
- Enrique I de Albret, rey de Navarra como Enrique II (1522-1555)
- Juana I de Albret, reina de Navarra como Juana III (1555-1572)
- Enrique II de Francia, nieto de Juana I de Albret, rey III de Navarra y rey de Francia (1572)
- 1589 a la Corona francesa